# Muránska planina

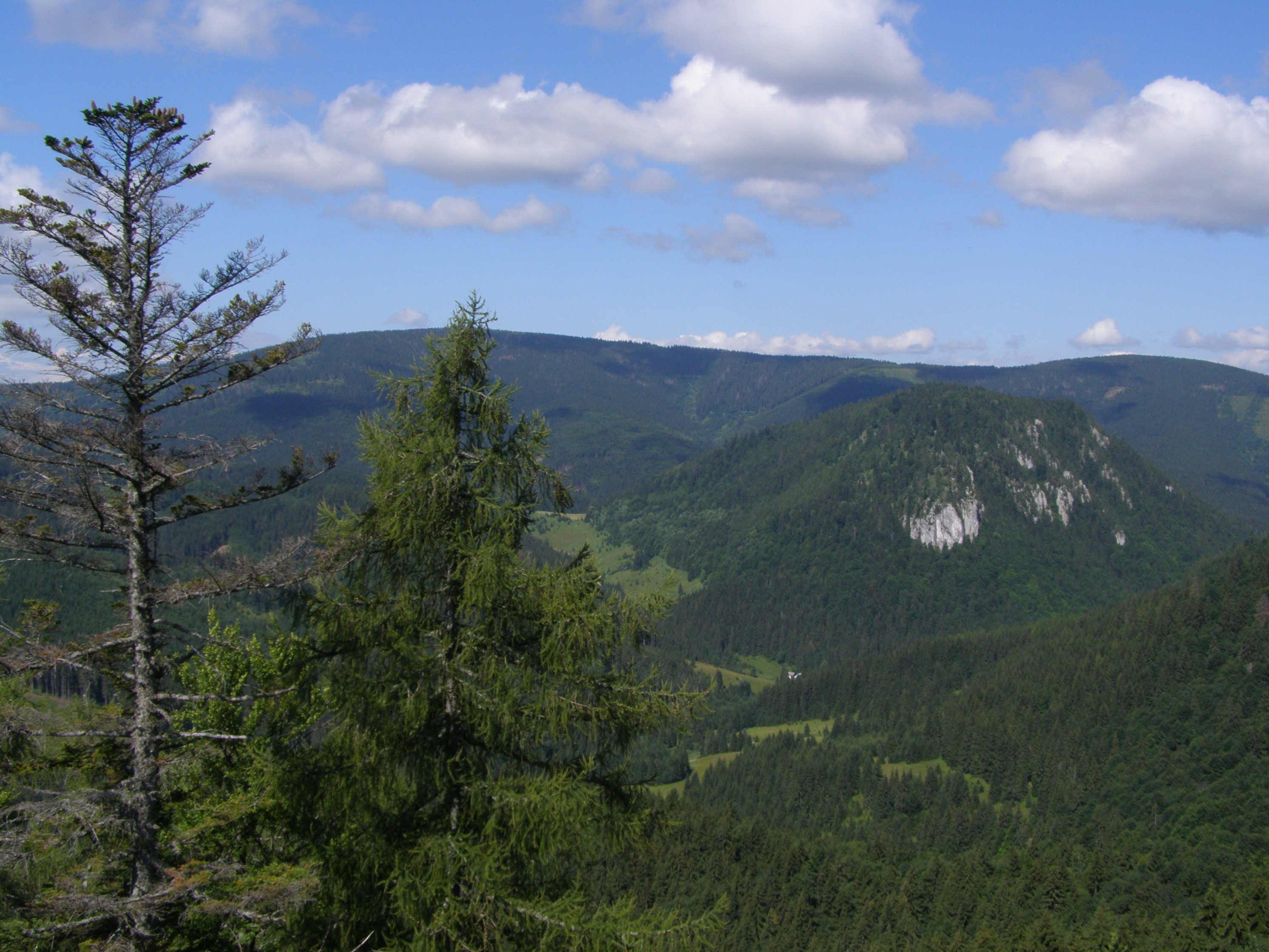
Fabova hoľa i Veľká Stožka

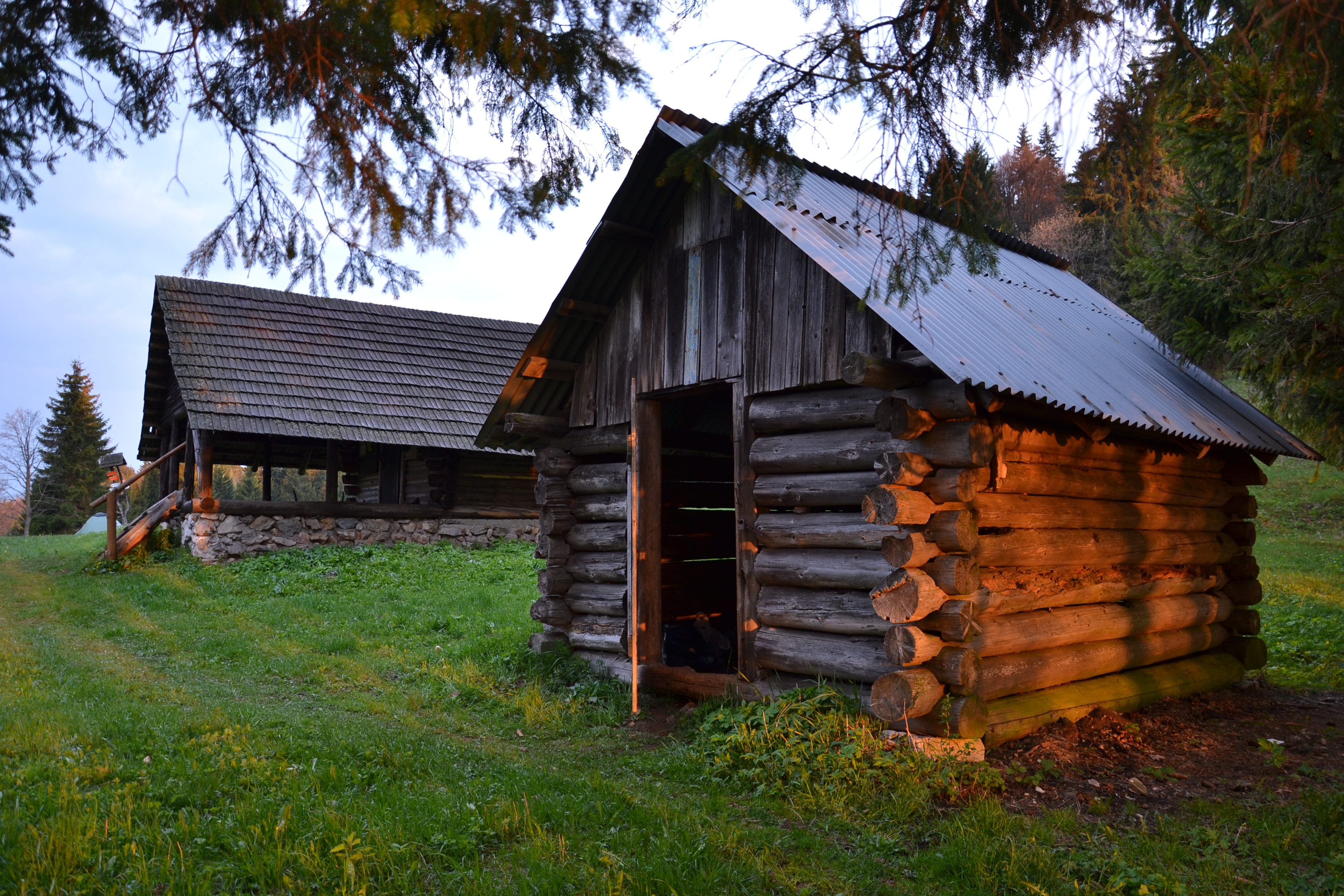
Schrony turystyczne na przełęczy Nižná Kľaková

Muránska planina – w regionalizacji polskiej jest to tzw. grupa Fabovej w Rudawach Gemerskich. Na jej terenie znajduje się Park Narodowy Muránska planina. W regionalizacji słowackiej część tzw. Krasu Spisko-Gemerskiego (Spišsko-gemerský kras).

## Granice
Północną granicę Murańskiej Płaniny tworzy dolina rzeki Hron (Kotlina Helpiańska) na odcinku Červená Skala – Závadka nad Hronom, zachodnią i południowozachodnią rzeki Hronec i Rimava po miasto Tisovec. Granica południowowschodnia biegnie doliną potoku Skalička, przez miejscowość Muráň, dolinę rzeki Muráň, miejscowość Muránska Huta, przełęcz Javorinka i dolinę potoku Župkov.

## Geomorfologia
Nazwa pochodzi od miejscowości  Muráň. Słowo planina oznacza płaskowyż. Murańska Płanina posiada stosunkowo wyrównaną powierzchnię, strome stoki i głęboko wcięte doliny potoków. Powstała kilkadziesiąt milionów lat temu, później ulegała erozji, podczas fałdowania alpejskiego początkowo uległa obniżeniu, a potem wypiętrzeniu. W większości zbudowana jest ze skał wapiennych porośniętych lasami regla dolnego. W wielu miejscach w lesach tych wznoszą się gołe wapienne turnie, grzędy i skały, występują też typowe dla wapiennego podłoża zjawiska krasowe: groty, wywierzyska i jaskinie w formie głębokich studni. Niektóre jednak miejsca, np. masyw Fabowej Hali (słow.  Fabova hoľa) zbudowane są ze skał metamorficznych (granity).
Szczyty są kopulaste. Najwyższym szczytem jest Fabova hoľa (1439 m). Podobną wysokość ma sąsiedni wierzchołek Javorinka (1435 m). Inne wyższe szczyty to Kľak (1409 m), Malá Smrekovica (1375 m), Veľká Smrekovica (1322 m).

## Turystyka
Muránska planina znajduje się w odległości około 100 km od granicy z Polską. Posiada gęstą sieć szlaków turystycznych. Łączna ich długość to około 300 km. Najbardziej popularny szlak to znakowana czerwono tzw. Rudná magistrála, biegnąca z Murańskiej Huty na południowym wschodzie do przełęczy Zbojska na zachodzie. Przez turystów jest to region rzadko zwiedzany i  bogaty w dzikie zwierzęta. W rejonie  Kľaka występuje najliczniejsza na Słowacji populacja niedźwiedzi. Dobrze zachowana jest także flora, m.in. tylko tutaj na Słowacji występuje rzadki gatunek – wawrzynek murański. Atrakcją turystyczną są wapienne grzędy, skał i różne form rzeźby krasowej. W wielu punktach płaskowyżu znajdują się przygotowane dla turystów platformy widokowe. Panoramy widokowe obejmują Niżne Tatry, Kras Słowacko-Węgierski, Góry Stolickie i sięgają aż po Węgry. Na widocznym z drogi szczycie Cigánka znajdują się ruiny zamku Murań. W części płaskowyżu zwanej Veľká lúka znajduje się jedyna na Słowacji stadnina zimnokrwistych koni górskich o nazwie norik murański. Konie te przebywają przez większą część roku pod gołym niebem - można je często spotkać, pasące się wolno w niewielkich stadach na rozległych polanach płaskowyżu.